# Едвабно (гмина)
Едвабно (пол. Jedwabno) — сельская гмина (волость) в Польше, входит как административная единица в Щитненский повет, Варминьско-Мазурское воеводство. Население — 3545 человек (на 2004 год).

## Демография
Данные по переписи 2004 года:
| Перепись                       | Всего   | Всего | Женщины | Женщины | Мужчины | Мужчины |
| ------------------------------ | ------- | ----- | ------- | ------- | ------- | ------- |
| Единицы                        | человек | %     | человек | %       | человек | %       |
| Население                      | 3545    | 100   | 1743    | 49,2    | 1802    | 50,8    |
| Плотность населения (чел./км²) | 11,4    | 11,4  | 5,6     | 5,6     | 5,8     | 5,8     |

## Поселения
1. Брайники
2. Бурдонг
3. Чарны-Пец
4. Дембовец
5. Длужек
6. Дзежки
7. Кот
8. Липники
9. Малшево
10. Нарты
11. Нове-Борове
12. Новы-Двур
13. Новы-Ляс
14. Пидунь
15. Рековница
16. Шуд
17. Ваплево
18. Вархалы
19. Витово
20. Витувко

## Соседние гмины
1. Гмина Яново
2. Гмина Нидзица
3. Гмина Ольштынек
4. Гмина Пасым
5. Гмина Пурда
6. Гмина Щитно
7. Гмина Вельбарк